# Emmy Drewsen
Emma "Emmy" Drewsen, født Richter (født 15. november 1800 - død 4. maj 1880), var salonværtinde i Strandmøllen i sidste halvdel og slutningen af den danske guldalder, gift med papirfabrikanten, kammerråd J.C. Drewsen og gennem hans familie velkendt i guldalderens kunstnerkredse.

## Liv og gerning
Emmy Richter var datter af klædekræmmer, kaptajn Hans Lassen Richter og Andrea Wilhelmina Schack. Emmy var anden kone af Johan Christian Drewsen, som hun blev gift med den 28. april 1828. Hun blev dermed stedmor til Michael Drewsen, Christian Drewsen og Ophelia Drewsen, som var Johans Christians børn fra hans første ægteskab med skuespillerinden Johanne Ophelia Rosing, der døde i 1824. 
Drewsen-familien var velhavende og magtfulde papirproducenter, godsejere og politikere, involveret ikke blot i politik og landbrug, men også i guldalderens kunstnerkredse, mæcenvirke og gift på kryds og tværs ind i familier af betydningsfulde kunstnere og politikere. Tante af Emmys mand, Anna Louise Heger, født Drewsen (1751-99) var mor til Kamma Rahbek, den velkendte salonværtinde i Bakkehuset, og hendes yngre søster Christiane Heger, som blev gift med guldalderens digter Adam Oehlenschläger. Kamma og Christiane var dermed kusiner til J.C. Drewsen. Datteren af J.C.D, Ophelia Drewsen samt Anna Drewsen, stedmor til J.C. Drewsen, kom gerne og ofte til Kammas salon i Bakkehuset.
Jonas Collin, velgørende kunstmæcen, politiker, direktør for Kongelig Teater og sekretær af kunstfonden Ad Usus Publicos, var svigerfar til Emmys mands halvbror og Kammas fætter, jurist Adolph Drewsen, der i 1826 blev gift med datteren af Jonas, Ingeborg Nicoline Collin. Jonas samarbejdede tæt med Emmys mand, J. C. og svigersønnen Adolph i Landbrugsforeningen, i deres landbrugsaviser og i landbrugspolitik. Den filosofiske forfatter Viggo Drewsen, Emmys mands halv-nevø, var blevet gift med Henriette Collin, datter af magtfulde finanspolitiker Edvard Collin og barnebarn af selvsamme Jonas Collin, hvor begge Collin var sekretær af fonden.
Guldaldermaleren Jørgen Roed havde malet J.C.Drewsens portræt og modtog også legat fra fonden. Andre kunstnere, inklusive Adam Oehlenschläger, Thorvaldsen, Steen Steensen Blicher, H.C. Andersen og Knud Lyhne Rahbek, Kammas mand, havde også modtaget legater fra fonden.
Guldalderens velkendte digter H.C. Andersen stiftede bekendtskab med Drewsenfamilien gennem Collinfamilien og blev også en rigtig god ven af Emmys stedsøn, Michael Drewsen. Han var hyppig gæst hos Michael og hans kone Amalie i Silkeborg, hvor han blev inspireret til eventyr såsom "Ib og Lille Kristine", samt "Laserne", inspireret direkte af Michaels papirproduktion, hvor tøjlaser og klude blev omdannet til fint papir. H.C. Andersen udvekslede mange breve med Amalie Drewsen, som han tiltalte kærligt for Malle i brevene.
Inspireret af Kamma Rahbek, og af alle personlighederne bekendte eller beslægtede med hendes familie, anlagde Emmy sin egen litterære salon fra år 1850 i det ombyggede landsted Strandmøllen, tæt på Strandmøllens papirfabrik, ejet af hendes mand og stedsønner.